# Брольи, Франсуа-Мари де
Франсуа-Мари де Брольи (фр. François-Marie de Broglie; 11 января 1671 — 22 мая 1745) — маршал Франции с 1734 года, первый герцог де Брольи, сын маршала Виктора Мориса де Брольи отец маршала Виктора Франсуа де Брольи.
Участник Войны за испанское наследство. Став маршалом, был одним из руководителей французских войск в Италии, где командовал в нескольких сражениях в ходе Войны за польское наследство. В 1742 году, во время Войны за австрийское наследство, командовал французскими войсками в Германии.

## Происхождение
Родился в семье маршала Франции Виктора Мориса де Брольи, происходившего из итальянского рода де Брольи (Брольо), Кьери и Анжелики де Вассаль.

## Военная служба
Успешно служил под началом Франсуа Анри де Монморанси, Луи Франсуа де Буффлера, Луи Жозефа де Вандома и Клода де Виллара. Отличился в битвах при Денене и при Фрайбурге.
Успех принес Франсуа-Мари де Брольи должность Маршала Франции в 1734 году. Командовал войсками в Италии, одержал победы в битве при Сан-Пьере вблизи города Пармы и в битве при Гуасталле.
В ходе Войны за австрийское наследство де Брольи одержал победу в небольшом сражении при Захаи 24 мая 1742 года, но потом действовал не вполне удачно, обороняя Прагу от австрийской армии в июне — сентябре того же года. В кампании 1743 года без успеха командовал объединенной франко-баварской армией, с которой отступил до границ Франции. Был заменен на данном посту маршалом де Коаньи и оставил военную службу.
Франсуа-Мари де Брольи стал жертвой придворных интриг, что послужило его смерти вдали от дома 22 мая 1745 года.

## Брак и дети
18 февраля 1716 года в Сен-Мало женился на Терезе де Гранвиль (11.03.1692, Сен-Мало — 04.05.1763, Париж), дочери богатого судовладельца Шарля-Локе де Гранвиль. В браке родились.
- Виктор-Франсуа, 2-й герцог де Брольи (19 октября 1718, Париж — 30 марта 1804, Мюнстер) — маршал Франции, российский генерал-фельдмаршал.
- Шарль Франсуа де Брольи (19.08.1719, Париж — 16.08.1781, Сен-Жан-д’Анжели)
- Франсуа (27.09.1720 — Погиб 5.11.1757 при Росбахе), женат с 21.03.1759 на Августине Луизе де Монморанси (1735—1817).
- Мария-Тереза (11.05.1732, Сен-Сюльпис (Париж) — 9.04.1819), муж 13.12.1751 — Луи Шарль де Ламет (1723—1761).
- Шарль де Брольи (18.11.1733 — 20 сентября 1777), кардинал и пэр Франции (1766—1777).
- Мария.

## Память
- именем маршала названа одна из главных площадей Страсбурга — place Broglie (произносится вариативно: «плас Брой», «Бройль» или «Брогли»)